# Acqua Sant'Anna
L'Acqua minerale naturale Sant'Anna di Vinadio, o più semplicemente Acqua Sant'Anna, è un'acqua minerale che sgorga da due diverse sorgenti poste nel comune di Vinadio (CN), in alta Valle Stura, sulle Alpi Marittime Piemontesi, e che viene imbottigliata e distribuita dalla società Fonti di Vinadio S.p.A.

## Storia
Fonti di Vinadio è una società per azioni fondata nel 1996 dalla famiglia Bertone, attiva in precedenza nel settore edilizio. Alberto Bertone ha assunto fin dalla fondazione, e mantiene tuttora, le cariche di presidente e amministratore delegato. La sede commerciale si trova a Torino, mentre la sede legale e gli impianti produttivi sono nel comune di Vinadio. L'azienda è cresciuta molto rapidamente, e nel giro di circa dieci anni (nel 2007) il marchio Sant'Anna ha raggiunto la leadership nel mercato delle acque minerali ottenendo nel 2009 il 12% di quota del mercato italiano.

## Sorgenti
La fonte originariamente utilizzata per l’imbottigliamento dell’Acqua Sant’Anna era quella di Vinadio, posta a 1503 m s.l.m., ma a partire dagli anni 2000 è stata aggiunta una seconda fonte da cui viene attinta l’acqua: la sorgente Rebruant. In realtà quest’ultima è composta da quattro diverse sorgenti facenti parte dello stesso bacino idrogeologico, la più alta delle quali è posta a 1950 m s.l.m. L’azienda commercializza le acque provenienti dalle due fonti con etichette differenti, difatti una è venduta in discount e l'altra in tutta la rete GDO. Le prime testimonianze scritte riguardo alle acque delle fonti di Vinadio risalgono al XVI secolo, in documenti storici che esaltano la leggerezza dell'acqua bevuta dai pellegrini che salgono al Santuario di Sant'Anna.

## Caratteristiche
L’acqua proveniente dalle due sorgenti ha caratteristiche chimico fisiche differenti. Entrambe le acque però, per il loro basso residuo fisso e la limitata durezza e presenza di ioni, possono essere classificate come acque minimamente mineralizzate, e acque indicate per le diete povere di sodio e per l'alimentazione dei neonati. In particolare l’acqua della fonte di Rebruant ha un residuo fisso di 22 mg/l e la fonte di Vinadio ha un contenuto di sodio di 0,9 mg/l.

## Analisi chimica e chimico-fisica
Le analisi chimica e chimico-fisica per l'acqua Sant'Anna di Vinadio sono state effettuate da un'équipe dell'Università degli studi di Torino - Dipartimento di Chimica analitica, diretta dal professor Claudio Baiocchi il 7 luglio 2004, quelle per l'acqua Sant'Anna Rebruant sempre dall'Università degli studi di Torino - Dipartimento di Chimica analitica, in data 14 luglio 2009
| Dati                                    | Sant'Anna Fonte Vinadio | Sant'Anna Fonte Rebruant |
| --------------------------------------- | ----------------------- | ------------------------ |
| Residuo fisso a 180º mg/l               | 39,2                    | 22,3                     |
| Temperatura alla sorgente               | 8,0 °C                  | 7,3 °C                   |
| Durezza totale                          | 2.8 °F                  | 0.9 °F                   |
| Conducibilità elettr. spec. a 20º μS/cm | 65,8                    | 21,7                     |
| pH a 20 °C                              | 7,4                     | 6,9                      |
| Anidride carbonica libera mg/l          | 2,5                     | 3                        |
| Ossidabilità mg/l                       | n.d.                    | n.d.                     |
| Bicarbonati mg/l                        | 26,2                    | 6                        |
| Solfati mg/l                            | 7,8                     | 3,4                      |
| Silice mg/l                             | 5,2                     | 10,1                     |
| Sodio mg/l                              | 0,9                     | 1,5                      |
| Calcio mg/l                             | 10,5                    | 1,6                      |
| Nitrati mg/l                            | n.d.                    | 1                        |
| Floruri mg/l                            | 0,04                    | 0,07                     |
| Ammoniaca e nitriti                     | N.R.                    | N.R.                     |

## Confezione
La bottiglia è stata disegnata dall'architetto Cristina Menegozzo. Fabbricata in PET trasparente, misura 32,7 cm di altezza per 8,9 cm di diametro; la base è un petaloide a otto piedini, il corpo è un tronco di cono ornato da due linee orizzontali di cupolette antiscivolo e dall'etichetta, infine l'apice è una sfera.
La versione da 2 l. è invece un parallelepipedo con gli angoli arrotondati, solcato orizzontalmente da linee incise, nel mezzo dalla silhouette del monte Oliva inciso e dall'etichetta, e all'apice il bassorilievo del profilo delle Alpi Marittime.
A fine maggio 2008 l'azienda ha lanciato la BioBottle, la prima bottiglia di acqua minerale ecocompatibile d'Italia: fabbricata in plastica Ingeo, plastica vegetale fabbricata a partire dal mais, è biodegradabile in circa 80 giorni nei siti di compostaggio. La bottiglia è in plastica verde trasparente, design quadrato e capacità da 0,5 e 1,5 l.

## Prodotti
L'azienda distribuisce diversi prodotti.
- Acqua Sant'Anna Fonte Vinadio: origina dalla fonte vinadio, è disponibile nelle varianti naturale, leggermente frizzante e frizzante e viene distribuita in bottiglie da 0,5, 1,5 e 2 litri.
- Acqua Sant'Anna Fonte Rebruant: origina dalla sorgente Rebruant, è un'acqua più leggera, disponibile solo nella variante naturale e distribuita in confezioni da 2 l., 1.5 l. 0,75 l. e 0.5 l. (con quest'ultimo formato è distribuita anche frizzante).
- SanThè (2013): linea di bevande a base di tè nei gusti limone, pesca e tè verde.
- SanFruit (2014): linea di succhi di frutta disponibili nei gusti albicocca, pesca e pera.

## Promozione
La Sant'Anna ha cominciato ad essere reclamizzata durante la pausa pubblicitaria dei programmi Striscia la notizia e Paperissima Sprint nel 2000; è stata poi sponsor di altri programmi quali Passaparola (2001), Notti mondiali (2002), Centovetrine (2003), Sogni, L'isola dei famosi 2 e L'eredità (2004).

## Controversie
Fin dal 2001 l'acqua Sant'Anna è stato il primo brand promosso in Italia con campagne pubblicitarie di tipo comparativo: in alcuni spot televisivi e pagine stampa si effettuava, tramite una tabella, un confronto delle caratteristiche chimico fisiche di Acqua Sant’Anna con quelle dei principali concorrenti, esaltando in tal modo i vantaggi di Acqua Sant'Anna in termini di leggerezza. Alcune delle aziende titolari dei marchi citati nella campagna di Acqua Sant’Anna fecero ricorso all’Agcom sostenendo che il messaggio pubblicitario potesse essere ritenuto ingannevole. L’autorità, con delibera emessa il 27 luglio del 2006, diede però ragione alla società Fonti di Vinadio.